# Pirouette (Reitkunst)

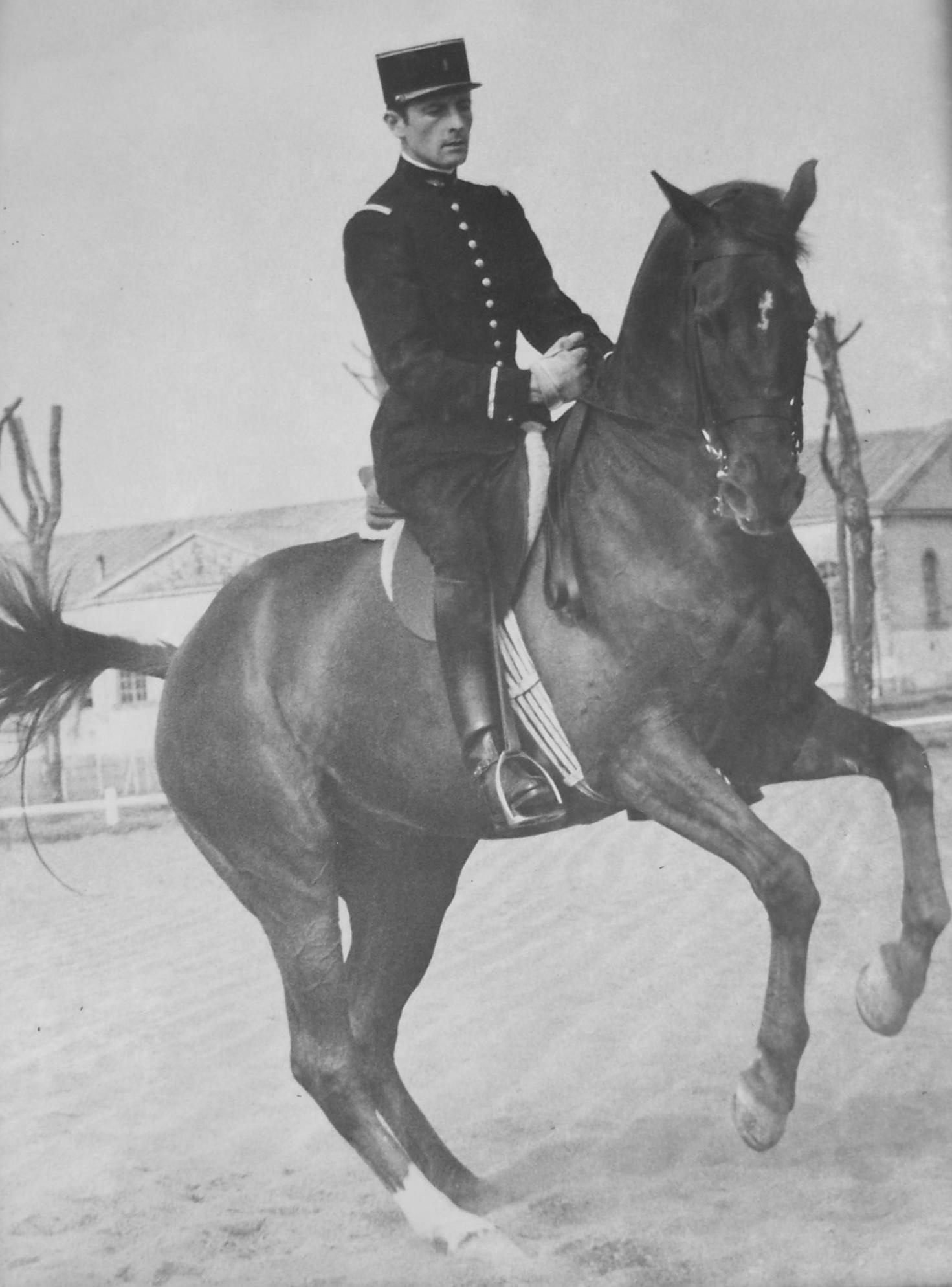
Galopppirouette, vorgeführt von einem Reiter der Cadre Noir

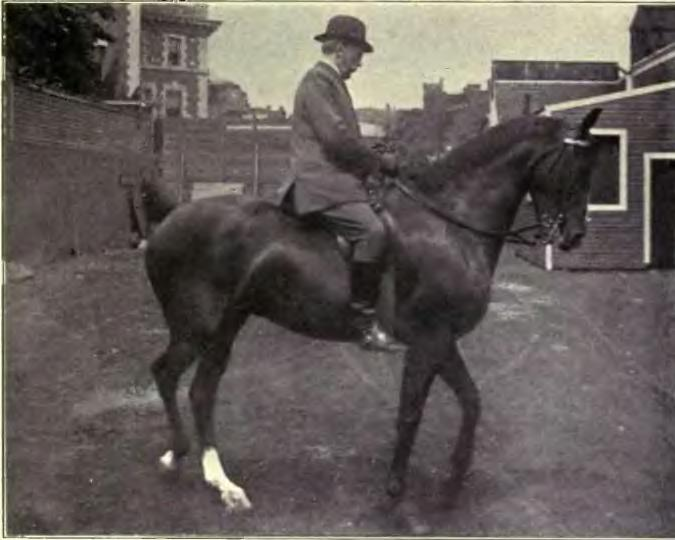
Pirouette von rechts nach links, Photo von Henry L. de Bussigny 1922

Eine Pirouette ist eine Bewegung des Pferdes in der Reitkunst und eine Lektion beim Dressurreiten. Besonders die „Wendung um die Hinterhand im Galopp“ gehört „der Höheren Kampagne- und Hohen Schule“ an, „da sie, richtig ausgeführt, bereits einen solchen Versammlungsgrad erfordert, wie er erst nach mehrjähriger Ausbildung und nur von überdurchschnittlich beanlagten Pferden verlangt werden kann“.
Pirouetten reitet man als Schritt-, Galopp- und Piaffepirouette auf zwei Hufschlägen. Dabei bewegt sich die Vorhand in einem Kreis um die Hinterhand, die allerdings gleichfalls einen sehr kleinen Kreis um einen Mittelpunkt möglichst nahe am inneren Hinterbein beschreibt. Der innere Hinterfuß hebt sich deutlich vom Boden ab und fußt „an derselben Stelle oder nur sehr gering davor“ wieder auf bzw. beschreibt einen „möglichst kleinen Kreis“. Das Pferd ist höchst versammelt und ist in die Bewegungsrichtung gestellt und gebogen; die Pirouette ist eine Seitwärtsbewegung, gehört aber per definitionem nicht zu den Seitengängen.

## Durchführung
Die Galopppirouette wird meist als ganze, halbe oder Doppelpirouette ausgeführt, die ganze (360 Grad) in 6 bis 8 Galoppsprüngen, die halbe (180 Grad) in 3 bis 4 Sprüngen. Dabei soll das Pferd im (Drei-)Takt in möglichst engem Kreis gleichmäßig weiterspringen, weder einfach um das innere Hinterbein abdrehen, noch mit beiden Hinterbeinen gleichzeitig springen. In einer Militärinstruktion aus dem Jahre 1743 heißt es dazu:

„Ein Husar muss sich auf einem Platz wie ein Teller groß auf seinem Pferde tummeln und wenden können, wie er will.“

Bei der Pirouette sollte jeder einzelne Galoppsprung herausgeritten werden: „wie mit einer Angaloppierhilfe“. Dabei ist auch auf Takterhalt zu achten. Der innere Gesäßknochen ist vermehrt belastet, der innere Schenkel liegt treibend am Gurt und sorgt für die nötige Rippenbiegung, der verkürzte innere Zügel gibt dem Pferd die Stellung und wirkt seitwärts-weisend, darf dabei aber das innere Hinterbein nicht blockieren. Der äußere Schenkel liegt verwahrend hinter dem Gurt und sorgt mit den anderen Hilfen für das Herumführen des Pferdes, der äußere Zügel wirkt verwahrend und begrenzt die Stellung.
Die Schrittpirouette, in der Regel als halbe Pirouette (180 Grad) ausgeführt, ist eine Wendung auf der Hinterhand aus dem versammelten Schritt im klaren Viertakt, und wird aus der Bewegung in die Bewegung ausgeführt, während die Hinterhandwendung im engeren Sinne laut internationalen Richtlinien im Mittelschritt aus dem Halten zum Halten geritten wird und einen größeren Radius der Hinterhand von etwa 50 cm erlaubt. „Nach Beenden der Schrittpirouette wird das Pferd geradeaus gestellt und […] zum Geradeausgehen veranlaßt“.
Die Piaffepirouette wird mit 180° oder 360° geritten. Ein Richtungswechsel ist in der Piaffepirouette möglich.
Das Pferd muss bei diesen Lektionen ein solches Maß an Durchlässigkeit aufweisen, dass „der Reiter jederzeit imstande ist, die seitwärtsgerichtete Bewegung zu unterbrechen und dieselbe flüssig und ohne Stockung in eine geradeausgerichtete umzuwandeln“. Selbstverständlich dürfen Takt und Schwung bei der Pirouette nicht verloren gehen.

## Voraussetzungen
Voraussetzungen für die Galopppirouette sind laut Richtlinien 1. „das sichere Beherrschen des versammelten Galopps“ mit vermehrter Hankenbeugung und Lastaufnahme der Hinterhand, 2. sollte das Pferd „die Galopptraversalen auf beiden Händen beherrschen“ und 3. sollte das Pferd „in der Lage sein, einige verkürzte Galoppsprünge in hoher Versammlung auszuführen“.
Voraussetzung für die Schrittpirouette sind die Hinterhandwendung, die Kurzkehrtwendung und der versammelte Schritt, „der durch häufiges Reiten von Übergängen entwickelt wird“.

## Vorbereitende Übungen
Zu Übungszwecken kann man zunächst Viertelpirouetten und dann halbe Pirouetten reiten.
Besonders für die Erarbeitung der Galopppirouette empfehlen die Richtlinien folgende Übungen:
- Viertel-Pirouetten auf dem Quadrat
- Zirkel verkleinern im Travers und Zirkel vergrößern im Schulterherein bzw. Schultervor bei zunächst genügend großem Zirkel (kann im Trab und im Galopp geübt werden)
- Zirkel verkleinern und wieder vergrößern wie oben, nur in engeren Wendungen
- allmählicher Übergang in eine Arbeitspirouette mit großem Kreisbogen, weitere Verkleinerung für wenige Sprünge
- traversartiges Verkleinern von Kehrtvolten
- Wendung aus dem Außengalopp etwa 2 bis 3 m vom Hufschlag entfernt bei Erreichen der kurzen Seite in Richtung Bande

Seunig empfiehlt die Erarbeitung der Galopppirouette unter Einbeziehung von Travers und Renvers: Kehrtvolte im Travers (= Passade) aus der zweiten Ecke der langen Seite, Fortsetzung etwa fünf bis acht Schritt entfernt von der Bande im Außengalopp, Übergang in den Renversgalopp und kurz vor der Ecke halbe Pirouette.

## Fehler
Als häufigste Fehler nennen die Richtlinien
- Taktstörungen: der Dreitakt im Galopp und der Viertakt im Schritt bleiben nicht erhalten
- fehlendes Abfußen und stattdessen Rotieren der Hinterbeine (wie beim Westernreiten) bzw. Kleben des inneren Hinterbeines am Boden
- Zurücktreten in der Wendung
- zu großer Kreisbogen
- Herumwerfen des Pferdes (fehlender innerer Schenkel) statt eines geordneten Herumführens im vorher etablierten Rhythmus